# His Ex Marks the Spot
His Ex Marks the Spot est un film américain avec Buster Keaton, réalisé par Jules White et sorti en 1940.

## Fiche technique
- Réalisation : Jules White
- Scénario : Felix Adler
- Date de sortie : 13 décembre 1940

## Distribution
- Buster Keaton
- Elsie Ames
- Dorothy Appleby